# Torngatum
Torngatum, rod crvenih algi iz porodice Meiodiscaceae, dio reda Palmariales. Jedina vrsta je morska alga T. varicrassum otkrivena uz sjevernu obalu Labradora u zaljevu Evans Bight
Rod je dobio ime po nacionalnom parku Torngat Mountains

## Vanjske poveznice
- Saunders, G.W. (2020). Torngatum varicrassum gen. et sp. nov. expands taxonomic breadth for both the Meiodiscaceae (Palmariales, Rhodophyta) and the red algal flora of the Canadian Arctic

|  | Zajednički poslužitelj ima još gradiva o temi Torngatum |
|  | Wikivrste imaju podatke o taksonu Torngatum             |